# D pour danger
Pour plus de détails, voir Fiche technique et Distribution.
D pour danger (A Man Could Get Killed) est un film d'espionnage américain réalisé par Ronald Neame et Cliff Owen et sorti en 1966.

## Synopsis
En arrivant à Lisbonne, l'homme d'affaires américain William Beddoes est identifié par erreur comme étant un agent secret britannique en possession de diamants industriels. Il est aussitôt pisté par plusieurs espions, notamment Aurora et Steve, qui vont tenter de lui subtiliser « ses diamants ».

## Fiche technique
- Titre original : A Man Could Get Killed[1]
- Titre français : D pour danger
- Réalisation : Ronald Neame et Cliff Owen
- Scénario : Richard L. Breen et T.E.B. Clarke d’après le roman de David E. Walker Diamonds For Danger (1954)
- Décors : John DeCuir, Giuseppe Chevalier
- Costumes : John DeCuir, Dimis Kritsas (alias Dimitri Kritsos) pour Melina Mercouri et Jean Louis pour Sandra Dee
- Photographie : Gábor Pogány
- Son : William Russell, Waldon O. Watson
- Montage : Alma Macrorie
- Musique : Bert Kaempfert
- Cascades : John Daheim
- Producteur : Robert Arthur
- Sociétés de production : Cherokee Productions (États-Unis), Universal Pictures (États-Unis)
- Sociétés de distribution : Universal Pictures (États-Unis), Paramount Pictures (France)
- Pays de production :  États-Unis
- Langues de tournage : anglais, portugais
- Format : 35 mm — couleur par Technicolor — 2.35:1 Panavision — son mono (Westrex Recording System)
- Genre : Comédie d'espionnage
- Durée : 97 minutes
- Dates de sortie : 
  - États-Unis : 25 mars 1966
  - France : 11 mai 1966
- Classification CNC : tous publics (visa d'exploitation no 31640 délivré le 5 mai 1966)

## Distribution
- James Garner : William Beddoes
- Melina Mercouri : Aurora/Celeste da Costa
- Sandra Dee : Amy Franklin
- Anthony Franciosa : Steve/Antonio
- Robert Coote : Hatton/Jones
- Roland Culver : le docteur Mathieson
- Grégoire Aslan : Florian
- Cecil Parker : Sir Huntley Frazier
- Eric Damain : Max
- Nora Swinburne : Lady Frazier
- Isabel Dean : Mlle Bannister

## Production

### Tournage
- Extérieurs au Portugal : Amadora, Cascais, Estoril, Lisbonne, Sesimbra, Setúbal, Sintra

### Chanson
- Strangers in the Night, paroles de Charles Singleton et Eddie Snyder et musique de Bert Kaempfert[2].

## Distinction
- Golden Globe de la meilleure chanson originale 1967 à Charles Singleton et Eddie Snyder (paroles) et Bert Kaempfert (musique) pour Strangers in the Night[2]